# Подлесе (Білобжезький повіт)
Подлесе (пол. Podlesie) — село в Польщі, у гміні Радзанув Білобжезького повіту Мазовецького воєводства.
Населення — 144 особи (2011).
У 1975-1998 роках село належало до Радомського воєводства.

## Демографія
Демографічна структура станом на 31 березня 2011 року:
|          | Загалом | Допрацездатний вік | Працездатний вік | Постпрацездатний вік |
| -------- | ------- | ------------------ | ---------------- | -------------------- |
| Чоловіки | 76      | 26                 | 36               | 14                   |
| Жінки    | 68      | 12                 | 38               | 18                   |
| Разом    | 144     | 38                 | 74               | 32                   |